# HD 56169
HD 56169，又名BD+49 1612，SAO 41681、HR 2751，是一颗恒星，视星等为5.05，位于銀經168.11，銀緯24.51，其B1900.0坐标为赤經7h 10m 56.1s，赤緯+49° 24.51′ 35″。